# Pico do Montoso

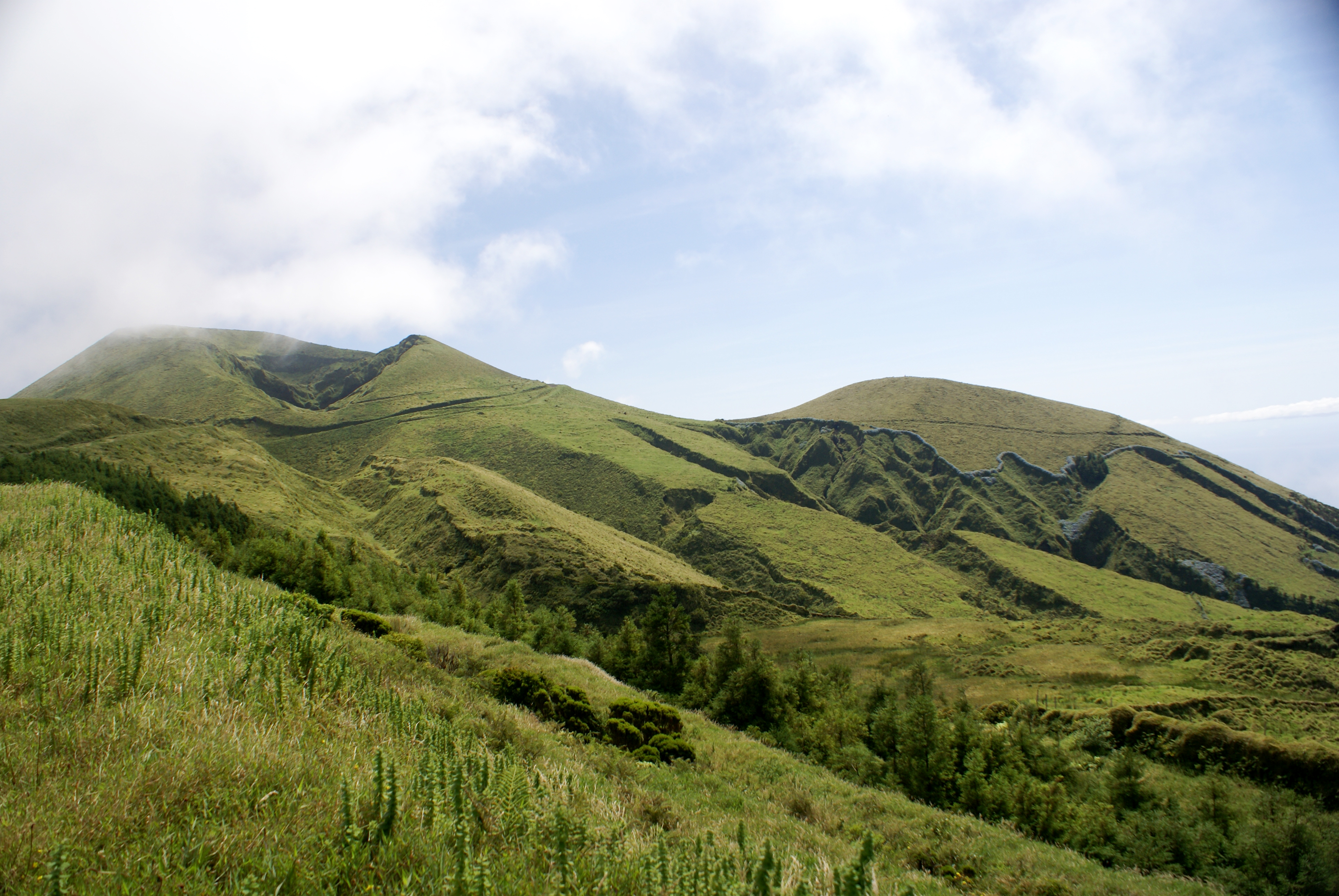
Pico do Montoso.

O Pico do Montoso é uma é uma elevação portuguesa localizada na freguesia açoriana do Norte Grande, concelho da Calheta, ilha de São Jorge, arquipélago dos Açores, tem origem num vulcão localizado na serra da cordilheira central da ilha de São Jorge.
Corresponde a uma zona de elevada altitude com forte pluviosidade e frequentes ventos fortes. Geologicamente falando corresponde a um acidente geológico não muito antigo que contribuiu para formação da ilha. A erupção do Pico do Montoso desencadeou a formação de vários rios de lava e deu origem a uma séria de grutas denominadas por Grutas do Algar do Montoso.
A cordilheira onde o Pico do Montoso está inserida é uma das mais recentes da ilha de São Jorge e do ponto de vista geológico é o resultado de três grandes erupções vulcânicas espaçadas entre si por milhares de anos. Estas erupções deram a origem a vastas extensões de novas terras, sendo no entanto ainda possível apreciar as "soldagens" entre elas, tanto nos quebres que interrompem a paisagem a Oriente e a Ocidente, como pelos materiais expelidos.
A cratera propriamente dita do Pico do Montoso não se apresenta com grande dimensão de abertura, sendo igual às restantes séries de crateras que se estendem ao longo de toda a cordilheira. O Ponto mais alto de toda esta extensa cordilheira com abrange quase 90 quilómetros de comprimento é o Pico da Esperança que se eleva a 1053 metros de altitude.
Tanto do cimo do Pico do Montoso como de toda a restante cordilheira é possível ter um panorama único em todos os Açores: da parte das montanhas e cordilheira voltadas ao Sul vêm-se próximas a ilha do Faial, a ilha do Pico, e já voltadas ao Norte a ilha Graciosa e a ilha Terceira.